# Hans-Jörg Frey
Hans-Jörg Frey (* 1952 in Baden) ist ein Schweizer Schauspieler.

## Werdegang
Frey absolvierte eine Lehrerausbildung im Seminar Wettingen und arbeitete danach kurzzeitig als Lehrer in Birrhard. Die Schauspielkunst erlernte er bei Ellen Widmann in Zürich. Dort nahm er Unterricht in Gesang, Stepptanz, Pantomime, Jazztanz, Fechten etc. Er arbeitete zunächst an verschiedenen Theatern in Wiesbaden, Essen und Köln. 1984 wurde er an das Deutsche Schauspielhaus in Hamburg berufen.
Frey wechselte 1993 für zwei Jahre in die Schweiz und spielte am Theater Basel. 1996 zog es ihn wieder zurück nach Hamburg und er arbeitete dort am Thalia Theater. Ab 2000 wirkte er als freischaffender Schauspieler an mehreren Theatern in Hamburg. Seine freiberufliche Tätigkeit führte ihn auch u. a. nach Berlin, Freiburg, Graz, Luxemburg, Weimar und Zagreb. Hans-Jörg Frey hat mit Regisseuren wie Zadek, Bondy, Flimm, Bogdanov, Wilson, Karge, Gosch, Kresnik und Moscow gearbeitet. Ausserdem war er in verschiedenen Fernseharbeiten in Deutschland und der Schweiz zu sehen und hat auch eigene Produktionen realisiert, u. a. „Das Fieber“ von Wallace Shawn. Zuletzt (2010) sah man ihn im Altonaer Theater in Ulrike Grotes Inszenierung „Nur Pferden gibt man den Gnadenschuss“. Michael Bogdanovs Produktion „Elling“, aufgeführt an den Hamburger Kammerspielen, und Christian Nickels Inszenierung „Zeit der Zärtlichkeit“ waren jüngste Engagements.

### Bühnenauftritte (Auswahl)
- 1976–1979 Staatstheater Wiesbaden (Ariel im „Sturm“; Metzenthin in „Sonntagskinder“ u. a.)
- 1980–1984 Schauspiel Köln (Macduff in „Macbeth“, Regie: Luc Bondy; Lysander im „Sommernachtstraum“, Regie: J. Gosch; Len in „Gerettet“, Regie: A. Lenkeit; weitere Arbeiten mit J. Flimm, B. Korn, R. Rogler u. a.)
- 1984–1993 Schauspielhaus Hamburg (Simon Chachava in „Der kaukasische Kreidekreis“, Regie: H.Berg; Berger in „Weiningers Nacht“, Regie: J. Chundela; Dr. Hilti in „Lulu“, Regie: P. Zadek; Horatio in „Hamlet“, Regie: M. Bogdanov: mitgespielt in „Ghetto“, „Yerma“, „Herzogin von Malfi“, „Wie es euch gefällt“, „Andi“, alle Regie: Peter Zadek, „Reineke Fuchs“, „Julius Cäsar“, Regie: Michael Bogdanov, u. v. a.).
- 1993–1995 Theater Basel (Romulus in „Romulus der Große“ von F. Dürrenmatt, Regie: T. Schulte-Michels, Wagner in „Urfaust“, Regie: T. Boermans NL u. v. a.)
- 1996 Kunstfest Weimar: Faust in „Faust - eine Höllenfahrt“, Regie: M.Karge
- 1996–2000 Thalia Theater Hamburg Arbeiten mit S. Bechtholf, S. Moskow, W. D. Sprenger, M. Heiks, Bob Wilson „POEtry“; Johann Kresnik „Allerseelen“
- 2000 Steirischer Herbst „Sapporo“, Regie: Kazuko Watanabe
- 2001 Altonaer Theater „Fast Hands“, Regie: Axel Schneider
- 2001 Winterhuder Fährhaus „Treulos“, Regie: Frank-Lorenz Engel
- 2002 Schauspielhaus Hamburg „Maria Stuart“, Regie: U. Rauwald
- 2003 Altonaer Theater „Wallenstein“ Octavio Piccolomini
- 2003 Kampnagelfabrik Hamburg „Das 5. Evangelium“ (Slobodan Snajder)
- 2004–2006 Ernst Deutsch Theater Hamburg „Freunde zum Essen“, Regie: Adelheid Müther; „Der Hamburger Floh im Ohr“, Regie: Wolf-Dietrich Sprenger; „Der Parasit“, Regie: Wolf-Dietrich Sprenger, „Nuts- der Prozess der Claudia D.“, Regie: Volker Lechtenbrink; „Dr. med. Hiob Prätorius“, Regie: J. Kaetzler
- 2007 Domfestspiele Bad Gandersheim „Orpheus in der Unterwelt...“, Regie: Olaf Strieb
- 2008 Luxemburg „Kunst“ Yazmin Reza, Regie: Meike Harten
- 2009 Altonaer Theater „Victor/Victoria“ Toddy, Regie: Ulrike Grote
- 2010 Kulturbühne Bugenhagen HH „Cosi- so machens alle“

### Fernsehen (Auswahl)
- Fernsehen: Arbeiten mit Kristof Zanussi, Vivian Naefe, Christiane Kabisch, Uwe Janson; Markus Imboden
- 1999: „Alphateam“; „Schule am See“ und  „Bella Block“ Blinde Liebe, Regie: Sherry Horman
- 2000: „Herzschlag - Klinik des Nordens“
- 2000: „Die Liebe meines Lebens“, Regie: Lars Montag
- 2000: "Die Pfefferkörner" Folge 31 (Nebenrolle)
- 2002: „September“ Kinofilm, Regie: Max Färberböck
- 2002: „In letzter Minute“, Regie: Martin Enlen
- 2002: „Drei mit Herz“
- 2003: „Der Ermittler“, Regie: Martin Kinkel
- 2004: „Der letzte Zeuge“ ZDF, Regie: Bernhard Stephan
- 2004: „Die Patriarchin“ ZDF, Regie: Carlo Rola
- 2004: „Alles wegen Hulk“ SFDRS, Regie: Peter Reichenbach
- 2006: „Lüthi u Blanc“ SFDRS
- 2007: „R.I.S. Die Sprache der Toten“ SAT1, Regie: Florian Schwarz
- 2008: „Der Landarzt“ ZDF
- 2008: „Unter anderen Umständen“, Regie: Judith Kennel
- 2012: ”Tatort: Borowski und der freie Fall“ ARD
- 2022: Solo für Weiss – Todesengel (Fernsehreihe)